# Saison 2009-2010 du Stade rennais FC
Maillots
Chronologie
Saison précédente Saison suivante
La saison 2009-2010 du Stade rennais football club débute le 1er juillet 2009 avec la reprise de l'entraînement. Le club est engagé dans trois compétitions, et commence ses matchs de compétition officielle le 8 août 2009 avec la première journée de Ligue 1. Le club est aussi engagé en Coupe de France et en Coupe de la Ligue.

## Les dates marquantes de la saison
- 2 juin : Frédéric Antonetti est officiellement nommé nouvel entraîneur du Stade rennais FC. Il succède à Guy Lacombe, parti à Monaco et dont le contrat n'avait pas été prolongé. Avec le technicien corse arrive un nouveau staff technique : Jean-Marie De Zerbi sera entraîneur-adjoint, Nicolas Dyon préparateur physique, alors que Christophe Revel arrive le 9 juin comme entraîneur des gardiens. Alain Ravera (adjoint), André Amitrano (gardiens) et Christian Schmidt (préparateur physique) suivent Lacombe à Monaco.
- 5 juin : La LFP dévoile le calendrier de la saison de Ligue 1. Le Stade rennais disputera son premier match officiel à domicile pour cette saison, en recevant un club promu, Boulogne-sur-Mer. La saison se terminera donc par un déplacement dans le Pas-de-Calais.
- 10 juin : Décès de Gérard Dimier, président du Stade rennais de juin 1979 à janvier 1987.
- 19 juin : Le club annonce le recrutement de Jun'ichi Inamoto, laissé libre par l'Eintracht Francfort. C'est le premier joueur japonais à évoluer au Stade rennais.
- 24 juin : Olivier Sorlin est transféré définitivement au PAOK Salonique. Il quitte le club après 223 matches disputés en l'espace de huit saisons. Il s'agissait du membre le plus ancien du groupe professionnel.
- 1er juillet : Reprise de l'entraînement à la Piverdière
- 2 juillet : Le club officialise le recrutement pour quatre ans d'Ismaël Bangoura, versant au passage une indemnité de transfert de 11 millions d'euros[1]. C'est l'un des transferts les plus onéreux de l'histoire du club.
- 5 - 14 juillet : Stage de préparation à Carnac (Morbihan), qui se termine sur un match amical disputé face au Stade brestois. Le Stade rennais l'emporte 3 buts à 2 après avoir été mené à deux reprises.
- 13 juillet : Stéphane Mbia, formé au club et titulaire depuis de nombreuses années au sein de l'équipe première, quitte le club pour Marseille. L'indemnité de transfert est évaluée à 12 millions d'euros, à savoir l'une des plus grosses ventes de l'histoire du club.
- 8 août : Début du championnat avec la réception de l'US Boulogne au stade de la route de Lorient. Le Stade rennais s'impose 3 buts à 0 et s'installe à la seconde place du classement derrière les Girondins de Bordeaux.
- 13 septembre : Le club décide de modifier ses avant-matchs à domicile et y intègre l'interprétation de Bro gozh ma zadoù. Pour l'occasion, Alan Stivell vient chanter l'hymne route de Lorient. Par la suite, le Stade rennais s'impose devant l'AS Saint-Étienne (1 but à 0).
- 27 septembre : Première défaite de la saison en compétition officielle. Le Stade rennais s'incline sur la pelouse du Stade Jacques-Chaban-Delmas face au champion de France bordelais (1 - 0). Les Rennais restaient jusqu'alors sur sept rencontres sans défaite, dont quatre victoires.
- 1er novembre : Le Stade rennais s'incline lourdement à domicile face à Valenciennes (0 - 3) et tombe pour la première fois de la saison dans la deuxième partie du classement. Il est onzième, à neuf points du leader bordelais
- 12 décembre : En allant battre sur sa pelouse l'AS Nancy-Lorraine (2 - 1), le Stade rennais enchaîne un quatrième match consécutif sans défaite et retrouve les avant-postes. Surtout, il enregistre le retour de l'international Jimmy Briand, gravement blessé le 25 mars 2009 et indisponible depuis.
- 13 janvier : Le Stade rennais est éliminé de la Coupe de la Ligue, après prolongation, à Lille (1 - 3), en huitièmes de finale. Pour l'occasion, Frédéric Antonetti avait majoritairement titularisé les habituels remplaçants, à l'image de Mickaël Pagis, unique buteur rennais de la soirée.
- 6 février : Les Girondins de Bordeaux, champions de France en titre, sont battus route de Lorient par une équipe rennaise qui enchaîne un troisième match consécutif avec quatre buts marqués (4 - 2). Marveaux, Briand, Bangoura et Gyan sont les buteurs du soir.
- 9 février : Trois jours après leur brillante victoire contre Bordeaux, les Rennais sont piteusement éliminés de la Coupe de France par l'équipe amateur de Quevilly (CFA, 0 - 1).

## Transferts en 2009-2010
| Date            | Nom                       | Nationalité         | Modalité                     | Provenance/Destination | Division              |
| Été 2009        |                           |                     |                              |                        |                       |
| Arrivées        |                           |                     |                              |                        |                       |
| 1er juin        | Kévin Théophile-Catherine | France              | Premier contrat (3 ans)      | -                      | CFA                   |
| 17 juin         | Maxime Le Marchand        | France              | Premier contrat (3 ans)      | -                      | CFA                   |
| 17 juin         | Yohann Lasimant           | France              | Premier contrat (1 an)       | -                      | CFA                   |
| 17 juin         | Tongo Hamed Doumbia       | France              | Premier contrat (3 ans)      | LB Châteauroux         | Ligue 2               |
| 19 juin         | Jun'ichi Inamoto          | Japon               | Recruté libre (2 ans)        | Eintracht Francfort    | Bundesliga            |
| 1er juillet     | Yassine Jebbour           | France              | Premier contrat (3 ans)      | -                      | CFA                   |
| 2 juillet       | Ismaël Bangoura           | Guinée              | Transfert (4 ans, 11 M€)     | Dynamo Kiev            | ЭпиЦентр              |
| 3 juillet       | Florent Petit             | France              | Premier contrat (1 an)       | -                      | CFA                   |
| 10 juillet      | John Boye                 | Ghana               | Transfert définitif (1 an)   | Heart of Lions         | Premier League        |
| 31 juillet      | Alexander Tettey          | Norvège             | Transfert (4 ans, 4.5 M€)    | Rosenborg BK           | Tippeligaen           |
| Départs         |                           |                     |                              |                        |                       |
| 17 juin         | Yohann Lasimant           | France              | Prêt (1 an)                  | CS Sedan-Ardennes      | Ligue 2               |
| 24 juin         | Olivier Sorlin            | France              | Transfert définitif (300 k€) | PAOK Salonique         | Superleague           |
| 24 juin         | Guillaume Borne           | France              | Transfert (2 ans)            | US Boulogne            | Ligue 1               |
| 3 juillet       | Yacine Brahimi            | France              | Prêt (1 an)                  | Clermont Foot          | Ligue 2               |
| 9 juillet       | Julián Estéban            | Suisse              | Prêt (1 an)                  | Servette FC            | Challenge League      |
| 13 juillet      | Stéphane Mbia             | Cameroun            | Transfert (4 ans, 12 M€)     | Olympique de Marseille | Ligue 1               |
| 15 juillet      | Bira Dembélé              | France              | Prêt (1 an)                  | US Boulogne            | Ligue 1               |
| 20 juillet      | Maxime Le Marchand        | France              | Prêt (1 an)                  | Le Havre AC            | Ligue 2               |
| 31 juillet      | Prince Oniangue           | République du Congo | Prêt (1 an)                  | Angers SCO             | Ligue 2               |
| 3 août          | Abdoul Razzagui Camara    | France              | Prêt (1 an)                  | Vannes OC              | Ligue 2               |
| 6 août          | Damien Le Tallec          | France              | Transfert (3+1 ans)          | Borussia Dortmund      | Bundesliga            |
| 10 août         | Felix Katongo             | Zambie              | Transfert libre              | Mamelodi Sundowns FC   | Premier Soccer League |
| 14 août         | Daniel Moreira            | France              | Transfert libre (2 ans)      | US Boulogne            | Ligue 1               |
| 31 août         | Samuel Souprayen          | France              | Prêt (1 an)                  | Dijon FCO              | Ligue 2               |
| 31 août         | Benjamin Moukandjo        | Cameroun            | Transfert libre (2 ans)      | Nîmes Olympique        | Ligue 2               |
| Hiver 2009-2010 |                           |                     |                              |                        |                       |
| Départs         |                           |                     |                              |                        |                       |
|                 | Fabrice N'Guessi          | République du Congo | Contrat résilié              | -                      | -                     |
| 12 janvier      | Jun'ichi Inamoto          | Japon               | Transfert libre (3 ans)      | Kawasaki Frontale      | J-League 1            |
| 12 janvier      | Kévin Bru                 | France              | Transfert libre (1,5 ans)    | Dijon FCO              | Ligue 2               |
| 13 janvier      | Bruno Cheyrou             | France              | Transfert libre (1,5 ans)    | Anorthosis Famagouste  | Ligue Marfin Laiki    |
| 20 janvier      | Lucien Aubey              | République du Congo | Transfert libre              | Sivasspor              | Turkcell Süper Lig    |
| 1er février     | Olivier Thomert           | France              | Transfert libre (6 mois)     | Le Mans UC             | Ligue 1               |

## L'effectif de la saison
| Poste² | Nat.³ | Nom                        | Naissance         | Sélection⁴ | Championnat | Championnat | Coupe France | Coupe France | Coupe Ligue | Coupe Ligue | Total Saison | Total Saison | Notes                                    |
| Poste² | Nat.³ | Nom                        | Naissance         | Sélection⁴ | M           | But inscrit | M            | But inscrit  | M           | But inscrit | M            | But inscrit  | Notes                                    |
| ------ | ----- | -------------------------- | ----------------- | ---------- | ----------- | ----------- | ------------ | ------------ | ----------- | ----------- | ------------ | ------------ | ---------------------------------------- |
| D      | CGO   | Lucien Aubey               | 24 mai 1984       | A          | 3           | 0           | 0            | 0            | 2           | 0           | 5            | 0            | Transféré à Sivasspor en janvier         |
| A      | FRA   | Lhadji Badiane¹            | 16 avril 1987     | -          | 0           | 0           | 2            | 0            | 1           | 0           | 3            | 0            |                                          |
| A      | GUI   | Ismaël Bangoura            | 2 janvier 1985    | A          | 35          | 6           | 2            | 1            | 1           | 0           | 38           | 7            |                                          |
| D      | USA   | Carlos Bocanegra           | 2 mai 1979        | A          | 26          | 1           | 2            | 0            | 1           | 0           | 29           | 1            |                                          |
| D      | GHA   | John Boye                  | 23 avril 1987     | A          | 0           | 0           | 0            | 0            | 0           | 0           | 0            | 0            |                                          |
| A      | FRA   | Jimmy Briand¹              | 2 août 1985       | A          | 23          | 5           | 3            | 1            | 1           | 0           | 27           | 6            |                                          |
| M      | FRA   | Kévin Bru¹                 | 12 décembre 1988  | -19        | 0           | 0           | 0            | 0            | 0           | 0           | 0            | 0            | Transféré à Dijon en janvier             |
| M      | FRA   | Bruno Cheyrou              | 10 mai 1978       | A          | 8           | 0           | 0            | 0            | 1           | 0           | 9            | 0            | Transféré à Famagouste en janvier        |
| M      | FRA   | Romain Danzé¹              | 3 juillet 1986    | Espoirs    | 32          | 2           | 3            | 0            | 1           | 1           | 36           | 3            |                                          |
| G      | FRA   | Abdoulaye Diallo¹          | 30 mars 1992      | -          | 1           | 0           | 1            | 0            | 0           | 0           | 2            | 0            | N'a pas le statut professionnel          |
| G      | FRA   | Nicolas Douchez            | 22 avril 1980     | -          | 37          | 0           | 2            | 0            | 2           | 0           | 41           | 0            |                                          |
| M      | FRA   | Tongo Hamed Doumbia        | 6 juin 1989       | -          | 3           | 0           | 1            | 0            | 2           | 0           | 6            | 0            |                                          |
| D      | NGR   | Elderson Uwa Echiejile     | 20 janvier 1988   | A          | 0           | 0           | 0            | 0            | 1           | 0           | 1            | 0            |                                          |
| D      | FRA   | Rod Fanni                  | 6 décembre 1981   | A          | 38          | 0           | 1            | 0            | 0           | 0           | 39           | 0            |                                          |
| A      | GHA   | Asamoah Gyan               | 22 novembre 1985  | A          | 29          | 13          | 1            | 0            | 0           | 0           | 30           | 13           |                                          |
| D      | SWE   | Petter Hansson             | 14 décembre 1976  | A          | 34          | 1           | 3            | 0            | 1           | 0           | 38           | 1            |                                          |
| M      | JPN   | Jun'ichi Inamoto           | 18 septembre 1979 | A          | 5           | 0           | 0            | 0            | 0           | 0           | 5            | 0            | Transféré à Kawasaki Frontale en janvier |
| M      | FRA   | Yassine Jebbour¹           | 24 août 1991      | -17        | 0           | 0           | 0            | 0            | 0           | 0           | 0            | 0            |                                          |
| A      | FRA   | Jirès Kembo Ekoko¹         | 8 janvier 1988    | Espoirs    | 24          | 1           | 3            | 0            | 2           | 0           | 29           | 1            |                                          |
| M      | FRA   | Fabien Lemoine¹            | 16 mars 1987      | Espoirs    | 31          | 0           | 1            | 0            | 1           | 0           | 33           | 0            |                                          |
| M      | FRA   | Jérôme Leroy               | 4 novembre 1974   | Espoirs    | 32          | 5           | 2            | 0            | 1           | 0           | 35           | 5            |                                          |
| G      | FRA   | Patrice Luzi               | 8 juillet 1980    | -          | 0           | 0           | 0            | 0            | 0           | 0           | 0            | 0            |                                          |
| D      | SEN   | Kader Mangane              | 23 mars 1983      | A          | 34          | 4           | 3            | 0            | 2           | 1           | 39           | 5            |                                          |
| M      | FRA   | Sylvain Marveaux¹          | 15 avril 1986     | Espoirs    | 35          | 10          | 3            | 2            | 0           | 0           | 38           | 12           |                                          |
| M      | FRA   | Yann M'Vila¹               | 29 juin 1990      | Espoirs    | 35          | 0           | 3            | 0            | 1           | 0           | 39           | 0            |                                          |
| G      | SEN   | Cheick N'Diaye             | 15 février 1985   | A          | 0           | 0           | 0            | 0            | 0           | 0           | 0            | 0            |                                          |
| A      | FRA   | Mickaël Pagis              | 17 août 1973      | -          | 3           | 0           | 0            | 0            | 2           | 1           | 5            | 1            |                                          |
| G      | FRA   | Florent Petit¹             | 30 janvier 1989   | -          | 0           | 0           | 0            | 0            | 0           | 0           | 0            | 0            |                                          |
| A      | SEN   | Moussa Sow¹                | 19 janvier 1986   | A          | 24          | 3           | 2            | 2            | 0           | 0           | 26           | 5            |                                          |
| M      | NOR   | Alexander Tettey           | 4 avril 1986      | A          | 24          | 0           | 3            | 0            | 2           | 0           | 29           | 0            |                                          |
| D      | FRA   | Kévin Théophile-Catherine¹ | 28 octobre 1989   | -20        | 2           | 0           | 0            | 0            | 1           | 0           | 3            | 0            |                                          |
| A      | FRA   | Olivier Thomert            | 28 mars 1980      | -          | 2           | 0           | 0            | 0            | 2           | 0           | 4            | 0            | Transféré au Mans en février             |

- 1 : joueur formé au club
- 2 : G, Gardien de but ; D, Défenseur ; M, Milieu de terrain ; A, Attaquant
- 3 : Nationalité sportive, certains joueurs possédant une double-nationalité
- 4 : sélection la plus élevée obtenue

## Équipe-type
Il s'agit de la formation la plus courante rencontrée en championnat.

## Les rencontres de la saison

### Liste
|    | Jour | Date         | Heure 1 | Compétition       | Tour           | Adversaire       | Lieu 2 | Score      | Place      | Affluence |
| -- | ---- | ------------ | ------- | ----------------- | -------------- | ---------------- | ------ | ---------- | ---------- | --------- |
| 1  | mar. | 14 juillet   | 19 h 00 | Amical            | Amical         | Brest (L2)       | N      | 3 - 2      | 3 - 2      | 2 100     |
| 2  | sam. | 18 juillet   | 18 h 30 | Amical            | Amical         | Angers (L2)      | N      | 2 - 0      | 2 - 0      | 2 100     |
| 3  | mer. | 22 juillet   | 19 h 00 | Amical            | Amical         | Caen (L2)        | N      | 1 - 3      | 1 - 3      | 3 000     |
| 4  | sam. | 25 juillet   | 19 h 00 | Amical            | Amical         | Saint-Étienne    | N      | 1 - 2      | 1 - 2      | 1 500     |
| 5  | mer. | 29 juillet   | 19 h 00 | Amical            | Amical         | Nantes (L2)      | D      | 0 - 0      | 0 - 0      | 12 863    |
| 6  | dim. | 2 août       | 19 h 00 | Amical            | Amical         | Valenciennes     | E      | 0 - 0      | 0 - 0      | 2 858     |
| 7  | sam. | 8 août       | 21 h 00 | Ligue 1           | 1              | Boulogne-sur-Mer | D      | 3 - 0      | 2e         | 21 462    |
| 8  | dim. | 16 août      | 17 h 00 | Ligue 1           | 2              | Nice             | E      | 1 - 1      | 4e         | 12 824    |
| 9  | sam. | 22 août      | 21 h 00 | Ligue 1           | 3              | Marseille        | D      | 1 - 1      | 9e         | 28 631    |
| 10 | sam. | 29 août      | 19 h 00 | Ligue 1           | 4              | Lens             | E      | 2 - 2      | 10e        | 33 810    |
| 11 | dim. | 13 septembre | 17 h 00 | Ligue 1           | 5              | Saint-Étienne    | D      | 1 - 0      | 6e         | 22 009    |
| 12 | sam. | 19 septembre | 19 h 00 | Ligue 1           | 6              | Grenoble         | E      | 4 - 0      | 4e         | 13 154    |
| 13 | mer. | 23 septembre | 20 h 45 | Coupe de la Ligue | 3e tour        | Sochaux          | D      | 2 - 1      | 2 - 1      | 9 317     |
| 14 | dim. | 27 septembre | 21 h 00 | Ligue 1           | 7              | Bordeaux         | E      | 0 - 1      | 5e         | 26 811    |
| 15 | sam. | 3 octobre    | 19 h 00 | Ligue 1           | 8              | Auxerre          | D      | 0 - 1      | 8e         | 20 378    |
| 16 | sam. | 17 octobre   | 21 h 00 | Ligue 1           | 9              | Lille            | E      | 0 - 0      | 8e         | 14 409    |
| 17 | sam. | 24 octobre   | 21 h 00 | Ligue 1           | 10             | Montpellier      | D      | 3 - 0      | 8e         | 23 311    |
| 18 | mar. | 28 octobre   |         | Ligue 1           | 11             | Monaco           | E      | Reporté    | Reporté    |           |
| 18 | dim. | 1er novembre | 17 h 00 | Ligue 1           | 12             | Valenciennes     | D      | 0 - 3      | 11e        | 21 675    |
| 19 | dim. | 8 novembre   | 17 h 00 | Ligue 1           | 13             | Toulouse         | E      | 2 - 3      | 12e        | 15 405    |
| 20 | sam. | 21 novembre  | 19 h 00 | Ligue 1           | 14             | Le Mans          | D      | 2 - 1      | 10e        | 20 292    |
| 21 | dim. | 29 novembre  | 21 h 00 | Ligue 1           | 15             | Lyon             | E      | 1 - 1      | 10e        | 35 978    |
| 22 | sam. | 5 décembre   | 19 h 00 | Ligue 1           | 16             | Lorient          | D      | 1 - 0      | 8e         | 24 459    |
| 23 | sam. | 12 décembre  | 19 h 00 | Ligue 1           | 17             | Nancy            | E      | 2 - 1      | 7e         | 16 029    |
| 24 | mer. | 16 décembre  | 19 h 00 | Ligue 1           | 11             | Monaco           | E      | 0 - 1      | 10e        | 5 555     |
| 25 | sam. | 19 décembre  | 19 h 00 | Ligue 1           | 18             | Paris SG         | D      | 1 - 0      | 6e         | 26 621    |
| 26 | mer. | 23 décembre  | 19 h 00 | Ligue 1           | 19             | Sochaux          | E      | 0 - 2      | 9e         | 10 581    |
| 27 | sam. | 9 janvier    | 20 h 45 | Coupe de France   | 1/32 de finale | Caen (L2)        | D      | 2 - 0      | 2 - 0      | 5 724     |
| 28 | mer. | 13 janvier   | 19 h 00 | Coupe de la Ligue | 1/8 de finale  | Lille            | E      | 1 - 3 a.p. | 1 - 3 a.p. | 8 943     |
| 29 | sam. | 16 janvier   | 21 h 00 | Ligue 1           | 20             | Lens             | D      | 1 - 1      | 9e         | 21 187    |
| 30 | mar. | 19 janvier   | 21 h 00 | Ligue 1           | 21             | Saint-Étienne    | E      | 0 - 0      | 9e         | 21 579    |
| 31 | ven. | 22 janvier   | 20 h 45 | Coupe de France   | 1/16 de finale | Saumur (CFA2)    | E      | 4 - 0      | 4 - 0      | 8 000     |
| 32 | sam. | 30 janvier   | 19 h 00 | Ligue 1           | 22             | Grenoble         | D      | 4 - 0      | 8e         | 17 515    |
| 33 | sam. | 6 février    | 21 h 00 | Ligue 1           | 23             | Bordeaux         | D      | 4 - 2      | 8e         | 28 006    |
| 34 | mar. | 9 février    | 20 h 00 | Coupe de France   | 1/8 de finale  | Quevilly (CFA)   | E      | 0 - 1      | 0 - 1      | 12 000    |
| 35 | dim. | 14 février   | 17 h 00 | Ligue 1           | 24             | Auxerre          | E      | 0 - 1      | 8e         | 8 689     |
| 36 | dim. | 21 février   | 21 h 00 | Ligue 1           | 25             | Lille            | D      | 1 - 2      | 9e         | 20 196    |
| 37 | sam. | 27 février   | 21 h 00 | Ligue 1           | 26             | Montpellier      | E      | 1 - 3      | 10e        | 15 726    |
| 38 | sam. | 6 mars       | 19 h 00 | Ligue 1           | 27             | Monaco           | D      | 1 - 0      | 10e        | 23 177    |
| 39 | dim. | 14 mars      | 17 h 00 | Ligue 1           | 28             | Valenciennes     | E      | 2 - 0      | 8e         | 11 116    |
| 40 | sam. | 20 mars      | 19 h 00 | Ligue 1           | 29             | Toulouse         | D      | 4 - 1      | 7e         | 18 865    |
| 41 | dim. | 28 mars      | 17 h 00 | Ligue 1           | 30             | Le Mans          | E      | 3 - 1      | 7e         | 7 749     |
| 42 | sam. | 3 avril      | 19 h 00 | Ligue 1           | 31             | Lyon             | D      | 1 - 2      | 7e         | 28 224    |
| 43 | sam. | 10 avril     | 19 h 00 | Ligue 1           | 32             | Lorient          | E      | 1 - 1      | 7e         | 15 103    |
| 44 | sam. | 17 avril     | 19 h 00 | Ligue 1           | 33             | Nancy            | D      | 0 - 0      | 7e         | 25 215    |
| 45 | sam. | 24 avril     | 21 h 00 | Ligue 1           | 34             | Paris SG         | E      | 1 - 1      | 8e         | 32 596    |
| 46 | dim. | 2 mai        | 17 h 00 | Ligue 1           | 35             | Sochaux          | D      | 1 - 2      | 8e         | 17 265    |
| 47 | mer. | 5 mai        | 21 h 00 | Ligue 1           | 36             | Marseille        | E      | 1 - 3      | 8e         | 55 377    |
| 48 | sam. | 8 mai        | 21 h 00 | Ligue 1           | 37             | Nice             | D      | 2 - 2      | 9e         | 22 033    |
| 49 | sam. | 15 mai       | 21 h 00 | Ligue 1           | 38             | Boulogne-sur-Mer | E      | 0 - 1      | 9e         | 12 015    |

- 1 Les rencontres de championnat auxquelles le comité de programmation de la LFP n'a pas encore attribué d'heure peuvent encore être décalées du samedi au dimanche, ou du mercredi au mardi.
- 2 N : terrain neutre ; D : à domicile ; E : à l'extérieur ; drapeau : pays hôte du match international.

### Détail des matchs

#### Matchs amicaux
Note : rencontres opposant Rennes à d'autres équipes en dehors de toute compétition.

## Bilan des compétitions
| Compétition       | Vainqueur final        | Débute au tour | Place ou tour final | Première rencontre | Dernière rencontre | Nombre |
| ----------------- | ---------------------- | -------------- | ------------------- | ------------------ | ------------------ | ------ |
| Ligue 1           | Olympique de Marseille | 1re journée    | 9e                  | 8 août 2009        | 15 mai 2010        | 38     |
| Coupe de la Ligue | Olympique de Marseille | 1/16 de finale | 1/8 de finale       | 23 septembre 2009  | 13 janvier 2010    | 2      |
| Coupe de France   | Paris Saint-Germain    | 1/32 de finale | 1/8 de finale       | 9 janvier 2010     | 9 février 2010     | 3      |

### Ligue 1
| Rang | Équipe       | Pts | J  | G  | N  | P  | Bp | Bc | Diff |
| ---- | ------------ | --- | -- | -- | -- | -- | -- | -- | ---- |
| 6    | Bordeaux T   | 64  | 38 | 19 | 7  | 12 | 58 | 40 | +18  |
| 7    | Lorient      | 58  | 38 | 16 | 10 | 12 | 54 | 42 | +12  |
| 8    | Monaco       | 55  | 38 | 15 | 10 | 13 | 39 | 45 | -6   |
| 9    | Rennes       | 53  | 38 | 14 | 11 | 13 | 52 | 41 | +11  |
| 10   | Valenciennes | 52  | 38 | 14 | 10 | 14 | 50 | 50 | 0    |
| 11   | Lens P       | 48  | 38 | 12 | 12 | 14 | 40 | 44 | -4   |
| 12   | Nancy        | 48  | 38 | 13 | 9  | 16 | 46 | 53 | -7   |

Source : LFP ;

Règles de classement : 1/ points 2/ différence de buts 3/ buts marqués 4/ différence de buts particulière 5/ classement du Fair-play.

T : Tenant du titre 2009 ; V : Vice-champion 2009 ; P : Promu 2009 ; CF : Vainqueur en 2010 de la coupe de France ; CL : Vainqueur en 2010 de la Coupe de la Ligue

#### Résultats
| Total | Total | Total | Total | Total | Total | Total | Total | Domicile | Domicile | Domicile | Domicile | Domicile | Domicile | Extérieur | Extérieur | Extérieur | Extérieur | Extérieur | Extérieur |
| J     | G     | N     | P     | Bp    | Bc    | Diff  | Pts   | G        | N        | P        | Bp       | Bc       | Diff     | G         | N         | P         | Bp        | Bc        | Diff      |
| ----- | ----- | ----- | ----- | ----- | ----- | ----- | ----- | -------- | -------- | -------- | -------- | -------- | -------- | --------- | --------- | --------- | --------- | --------- | --------- |
| 38    | 14    | 11    | 13    | 52    | 41    | +11   | 53    | 10       | 4        | 5        | 31       | 18       | +13      | 4         | 7         | 8         | 21        | 23        | -2        |

Source : LFP.

#### Résultats par journée
Nota : l'ordre des journées est celui dans lequel elles ont été jouées. La place au classement est celle à l'issue du week-end ou du milieu de semaine.
| Journée   | 01 | 02 | 03 | 04 | 05 | 06 | 07 | 08 | 09 | 10 | 11 | 12 | 13 | 14 | 15 | 16 | 17 | 18 | 19 | 20 | 21 | 22 | 23 | 24 | 25 | 26 | 27 | 28 | 29 | 30 | 31 | 32 | 33 | 34 | 35 | 36 | 37 | 38 |
| --------- | -- | -- | -- | -- | -- | -- | -- | -- | -- | -- | -- | -- | -- | -- | -- | -- | -- | -- | -- | -- | -- | -- | -- | -- | -- | -- | -- | -- | -- | -- | -- | -- | -- | -- | -- | -- | -- | -- |
| Terrain   | D  | E  | D  | E  | D  | E  | E  | D  | E  | D  | D  | E  | D  | E  | D  | E  | E  | D  | E  | D  | E  | D  | D  | E  | D  | E  | D  | E  | D  | E  | D  | E  | D  | E  | D  | E  | D  | E  |
| Résultats | V  | N  | N  | N  | V  | V  | D  | D  | N  | V  | D  | D  | V  | N  | V  | V  | D  | V  | D  | N  | N  | V  | V  | D  | D  | D  | V  | V  | V  | V  | D  | N  | N  | N  | D  | D  | N  | D  |
| Points    | 3  | 4  | 5  | 6  | 9  | 12 | 12 | 12 | 13 | 16 | 16 | 16 | 19 | 20 | 23 | 26 | 26 | 29 | 29 | 30 | 31 | 34 | 37 | 37 | 37 | 37 | 40 | 43 | 46 | 49 | 49 | 50 | 51 | 52 | 52 | 52 | 53 | 53 |
| Place     | 2  | 4  | 9  | 10 | 6  | 4  | 5  | 8  | 8  | 8  | 11 | 12 | 10 | 10 | 8  | 7  | 10 | 6  | 9  | 9  | 9  | 8  | 8  | 8  | 9  | 10 | 10 | 8  | 7  | 7  | 7  | 7  | 7  | 7  | 8  | 8  | 9  | 9  |

Source : Liste des rencontres

Terrain : D = Domicile ; E = Extérieur. Résultat: D = Défaite ; N = Nul ; V = Victoire.

#### Résultats par équipe
| Équipe           | Pl. | Points gagnés | Diff. | Date domicile | Score domicile | Score extérieur | Date extérieur |
| ---------------- | --- | ------------- | ----- | ------------- | -------------- | --------------- | -------------- |
| Boulogne-sur-Mer | 19  | 3             | 2     | 08-08-2009    | 3-0            | 0-1             | 15-05-2010     |
| Nice             | 15  | 2             | 0     | 08-05-2010    | 2-2            | 1-1             | 16-08-2009     |
| Marseille        | 1   | 1             | -2    | 22-08-2009    | 1-1            | 1-3             | 05-05-2010     |
| Lens             | 11  | 2             | 0     | 16-01-2010    | 1-1            | 2-2             | 29-08-2009     |
| Saint-Étienne    | 17  | 4             | 1     | 13-09-2009    | 1-0            | 0-0             | 19-01-2010     |
| Grenoble         | 20  | 6             | 8     | 30-01-2010    | 4-0            | 4-0             | 19-09-2009     |
| Bordeaux         | 6   | 3             | 1     | 06-02-2010    | 4-2            | 0-1             | 27-09-2009     |
| Auxerre          | 3   | 0             | -2    | 03-10-2009    | 0-1            | 0-1             | 14-02-2010     |
| Lille            | 4   | 1             | -1    | 21-02-2010    | 1-2            | 0-0             | 17-10-2009     |
| Montpellier      | 5   | 3             | 1     | 24-10-2009    | 3-0            | 1-3             | 27-02-2010     |
| Valenciennes     | 10  | 3             | -1    | 01-11-2009    | 0-3            | 2-0             | 14-03-2010     |
| Toulouse         | 14  | 3             | 2     | 20-03-2010    | 4-1            | 2-3             | 08-11-2009     |
| Le Mans          | 18  | 6             | 3     | 21-11-2009    | 2-1            | 3-1             | 28-03-2010     |
| Lyon             | 2   | 1             | -1    | 03-04-2010    | 1-2            | 1-1             | 29-11-2009     |
| Lorient          | 7   | 4             | 1     | 05-12-2009    | 1-0            | 1-1             | 10-04-2010     |
| Nancy            | 12  | 4             | 1     | 17-04-2010    | 0-0            | 2-1             | 12-12-2009     |
| Monaco           | 8   | 3             | 0     | 06-03-2010    | 1-0            | 0-1             | 16-12-2009     |
| Paris SG         | 13  | 4             | 1     | 19-12-2009    | 1-0            | 1-1             | 24-04-2010     |
| Sochaux          | 16  | 0             | -3    | 02-05-2010    | 1-2            | 0-2             | 23-12-2009     |

### Réserve et équipes de jeunes
La réserve du Stade rennais entraînée par Laurent Huard évolue en CFA - Groupe D.

#### Résultats
1 La rencontre initialement prévue le 19 décembre est reportée en raison des intempéries
Les 18 ans du Stade rennais disputent à partir de janvier la Coupe Gambardella 2009-2010. L'épreuve est ouverte cette saison aux joueurs nés en 1991, 1992 et 1993.